# Großer Preis von Belgien 2001
Der Große Preis von Belgien 2001 (offiziell LIX Foster’s Belgian Grand Prix) fand am 2. September auf dem Circuit de Spa-Francorchamps in Spa statt und war das 14. Rennen der Formel-1-Weltmeisterschaft 2001.

## Berichte

### Hintergrund
Nach dem Großen Preis von Ungarn stand Michael Schumacher bereits als Weltmeister fest. Er führte in der Fahrerwertung uneinholbar mit 43 Punkten vor David Coulthard und mit 48 Punkten vor Rubens Barrichello. In der Konstrukteurswertung stand Ferrari ebenfalls bereits als Weltmeister fest. Sie führten uneinholbar mit 68 Punkten vor McLaren-Mercedes und mit 81 Punkten vor Williams-BMW.
Mit Michael Schumacher (viermal), Coulthard und Mika Häkkinen (jeweils einmal) traten drei ehemalige Sieger zu diesem Grand Prix an.

### Training

#### Freitagstraining
Im ersten freien Training fuhr Michael Schumacher die schnellste Zeit vor Jarno Trulli und Barrichello. Das in zwei Abschnitte unterteilte Training startete bei trockenem Wetter. Später setzte Regen ein.

#### Samstagstraining
Am Samstag musste der erste Teil des zweiten freien Trainings wegen Nebel abgesagt werden. Der zweite Abschnitt fand mit 45-minütiger Verspätung statt. Juan Pablo Montoya fuhr dabei die schnellste Zeit vor Ralf Schumacher und Häkkinen.

### Qualifying
Während des Qualifyings trocknete die Strecke ab. Die beiden Williams-BMW-Piloten waren hier die Schnellsten. Montoya fuhr dabei schneller als Ralf Schumacher; die drittschnellste Zeit erzielte Michael Schumacher. Jos Verstappen, Fernando Alonso, Enrique Bernoldi und Tarso Marques scheiterten an der 107-Prozent-Zeit. Wegen der Nässe wurde ihnen allerdings nachträglich eine Starterlaubnis erteilt.

### Warm Up
Im Warm Up fuhr Michael Schumacher die schnellste Zeit vor Häkkinen und Kimi Räikkönen.

### Rennen

#### Erster Start
Der Vorstart in die Einführungsrunde verlief bei allen Fahrern problemlos. An Alonsos Wagen wurde noch 15 Sekunden vor dem Start gearbeitet, sodass er eine Strafe zu befürchten hatte.
Während der Startprozedur starben die Motoren von Heinz-Harald Frentzens und Marques’ Autos ab, was einen Startabbruch zur Folge hatte. Das Rennen wurde daraufhin um eine Runde verkürzt und die Verursacher mussten von hinten starten, was nur an Frentzens Position etwas änderte, da Marques ohnehin Letzter war. Beim zweiten Start in die Einführungsrunde blieb Montoya stehen, da auch sein Motor abstarb. Nachdem seine Mechaniker seinen Wagen wieder zum Laufen gebracht hatten, fuhr er dem Feld hinterher.

#### Zweiter Start
Der zweite Start verlief bei allen ohne Probleme. Giancarlo Fisichella startete gut und lag nach der ersten Kurve auf Position vier. Auf der Geraden nach Eau Rouge gingen Häkkinen und Coulthard an Jacques Villeneuve vorbei. An der Spitze kam es ebenfalls zu einem Überholmanöver. Michael Schumacher ging an seinem Bruder Ralf vorbei und übernahm die Führung. Nach der ersten Runde führte Michael Schumacher vor Ralf Schumacher, Barrichello, Fisichella, Häkkinen und Coulthard.
Während Michael Schumacher sich vom Feld löste, überholten Häkkinen und Coulthard in der zweiten Runde Fisichella. Barrichello übte unterdessen Druck auf Ralf Schumacher aus. Alonso schied mit einem Getriebeschaden aus, was eine Bestrafung überflüssig machte.
In Runde fünf kam es zu einem Unfall zwischen Eddie Irvine und Luciano Burti. In einer schnellen Linkskurve vor dem Streckenabschnitt Blanchimont versuchte Burti sich links neben Irvine zu positionieren. Irvine hatte ihn jedoch übersehen und lenkte in die Kurve ein, sodass Burti auf den Grünstreifen neben der Strecke fahren musste. Es kam zu einer Kollision zwischen den beiden, wobei Burti seinen Frontflügel verlor. Beide Fahrer verloren die Kontrolle über ihre Fahrzeuge und fuhren in die Streckenbegrenzung. Während die Auslaufzone das Auto von Irvine gut verlangsamte, fuhr Burti fast ungebremst und frontal in die Reifenstapel. Das Safety-Car wurde umgehend herausgeschickt, um die Unfallstelle zu sichern. Da die Bergungsarbeiten bei Burti allerdings andauerten, entschied die Rennleitung, das Rennen abzubrechen.
Noch während der Safety-Car-Phase rollte der Wagen von Räikkönen aus, sodass er nicht am Restart teilnehmen konnte.

#### Dritter Start
Nachdem Burti in ein nahegelegenes Krankenhaus gebracht und die Strecke an der Unfallstelle wieder hergestellt worden war, wurde eine neue Startprozedur eingeleitet. Das Rennen wurde um die schon absolvierten Runden auf 36 verkürzt.
Beim Vorstart in die Einführungsrunde kam es zu einer Kuriosität. Die Mechaniker von Ralf Schumacher waren mit dem Wechsel eines Heckflügelelements nicht rechtzeitig fertig geworden, sodass das Fahrzeug aufgebockt blieb. Die Konsequenz daraus war, dass Schumacher von hinten starten musste. Neben Schumacher wurde auch bei Enrique Bernoldi gearbeitet, der aber recht zügig wegfahren konnte. Da er schon Letzter war, gab es keine Probleme.
Fisichella startete erneut gut, überholte Coulthard, Häkkinen und Barrichello und lag nach der ersten Kurve auf Position zwei. Im hinteren Teil des Feldes kam es zu einer Kollision zwischen Montoya, Pedro de la Rosa und Nick Heidfeld. Heidfeld beendete die erste Runde nicht, de la Rosa gelang es, an die Box zu fahren, er beendete dort sein Rennen. Montoya konnte vorerst das Rennen fortsetzen, schied aber in der zweiten Runde durch einen Motorschaden aus.
Währenddessen setzte Schumacher sich schnell von Fisichella ab, der die Fahrer hinter sich aufhielt. Da zwischen Rennabbruch und Neustart das Tanken verboten war, begann die erste Phase der Boxenstopps sehr früh. Häkkinen und Jean Alesi kamen als Erste in Runde fünf zum Boxenstopp. Nachdem Michael Schumacher auch zu seinem Stopp an die Box gekommen war, führte Fisichella in Runde elf kurzzeitig das Rennen an, bevor auch er an die Box kommen musste.
Nach den Stopps führte weiterhin Michael Schumacher vor Fisichella, Coulthard, Häkkinen und Barrichello.
In Runde 17 verlor Barrichello seinen Frontflügel. Er hatte in der letzten Schikane eine aus Gummi bestehende Fahrbahnbegrenzung getroffen. Er fuhr die Runde ohne Frontflügel zu Ende und kam an die Box. Eine Runde später fuhr auch Button gegen diese Begrenzung und schlug sich ebenfalls den Frontflügel ab. Anders als bei Barrichello verklemmte sich der Flügel unter dem Fahrzeug, sodass Button in die Leitplanke rutschte und sein Rennen beenden musste.
Nachdem alle Piloten ein zweites Mal in der Box waren, führte weiterhin Michael Schumacher mit großem Vorsprung vor Fisichella und Coulthard. Coulthard war zu diesem Zeitpunkt schneller als Fisichella und setzte ihn unter Druck. Neun Runden vor Schluss überholte Coulthard Fisichella auf der Geraden nach Eau Rouge und sicherte sich den zweiten Platz.
Nach 1:08:05,002 Stunden erreichte Michael Schumacher als Sieger das Ziel, gefolgt von Coulthard, Fisichella, Häkkinen, Barrichello und Alesi.

## Meldeliste
| Team                        | Nr. | Fahrer                | Chassis        | Motor                 | Reifen |
| --------------------------- | --- | --------------------- | -------------- | --------------------- | ------ |
| Scuderia Ferrari Marlboro   | 01  | Michael Schumacher    | Ferrari F2001  | Ferrari 3.0 V10       | B      |
| Scuderia Ferrari Marlboro   | 02  | Rubens Barrichello    | Ferrari F2001  | Ferrari 3.0 V10       | B      |
| West McLaren Mercedes       | 03  | Mika Häkkinen         | McLaren MP4-16 | Mercedes-Benz 3.0 V10 | B      |
| West McLaren Mercedes       | 04  | David Coulthard       | McLaren MP4-16 | Mercedes-Benz 3.0 V10 | B      |
| BMW WilliamsF1 Team         | 05  | Ralf Schumacher       | Williams FW23  | BMW 3.0 V10           | M      |
| BMW WilliamsF1 Team         | 06  | Juan Pablo Montoya    | Williams FW23  | BMW 3.0 V10           | M      |
| Mild Seven Benetton Renault | 07  | Giancarlo Fisichella  | Benetton B201  | Renault 3.0 V10       | M      |
| Mild Seven Benetton Renault | 08  | Jenson Button         | Benetton B201  | Renault 3.0 V10       | M      |
| Lucky Strike BAR Honda      | 09  | Olivier Panis         | BAR 003        | Honda 3.0 V10         | B      |
| Lucky Strike BAR Honda      | 10  | Jacques Villeneuve    | BAR 003        | Honda 3.0 V10         | B      |
| B&H Jordan Honda            | 11  | Jarno Trulli          | Jordan EJ11    | Honda 3.0 V10         | B      |
| B&H Jordan Honda            | 12  | Jean Alesi            | Jordan EJ11    | Honda 3.0 V10         | B      |
| Orange Arrows Asiatech      | 14  | Jos Verstappen        | Arrows A22     | Asiatech 3.0 V10      | B      |
| Orange Arrows Asiatech      | 15  | Enrique Bernoldi      | Arrows A22     | Asiatech 3.0 V10      | B      |
| Red Bull Sauber Petronas    | 16  | Nick Heidfeld         | Sauber C20     | Petronas 3.0 V10      | B      |
| Red Bull Sauber Petronas    | 17  | Kimi Räikkönen        | Sauber C20     | Petronas 3.0 V10      | B      |
| Jaguar Racing               | 18  | Eddie Irvine          | Jaguar R2      | Ford Cosworth 3.0 V10 | M      |
| Jaguar Racing               | 19  | Pedro de la Rosa      | Jaguar R2      | Ford Cosworth 3.0 V10 | M      |
| European Minardi F1         | 20  | Tarso Marques         | Minardi PS01   | European 3.0 V10      | M      |
| European Minardi F1         | 21  | Fernando Alonso       | Minardi PS01   | European 3.0 V10      | M      |
| Prost Acer                  | 22  | Heinz-Harald Frentzen | Prost AP04     | Acer 3.0 V10          | M      |
| Prost Acer                  | 23  | Luciano Burti         | Prost AP04     | Acer 3.0 V10          | M      |

## Klassifikationen

### Qualifying
| Pos.                                                                   | Fahrer                | Konstrukteur     | Zeit     | Start |
| ---------------------------------------------------------------------- | --------------------- | ---------------- | -------- | ----- |
| 01                                                                     | Juan Pablo Montoya    | Williams-BMW     | 1:52,072 | 01    |
| 02                                                                     | Ralf Schumacher       | Williams-BMW     | 1:52,959 | 02    |
| 03                                                                     | Michael Schumacher    | Ferrari          | 1:54,685 | 03    |
| 04                                                                     | Heinz-Harald Frentzen | Prost-Acer       | 1:55,233 | 04    |
| 05                                                                     | Rubens Barrichello    | Ferrari          | 1:56,116 | 05    |
| 06                                                                     | Jacques Villeneuve    | BAR-Honda        | 1:57,038 | 06    |
| 07                                                                     | Mika Häkkinen         | McLaren-Mercedes | 1:57,043 | 07    |
| 08                                                                     | Giancarlo Fisichella  | Benetton-Renault | 1:57,668 | 08    |
| 09                                                                     | David Coulthard       | McLaren-Mercedes | 1:58,008 | 09    |
| 10                                                                     | Pedro de la Rosa      | Jaguar-Cosworth  | 1:58,519 | 10    |
| 11                                                                     | Olivier Panis         | BAR-Honda        | 1:58,519 | 11    |
| 12                                                                     | Kimi Räikkönen        | Sauber-Petronas  | 1:59,050 | 12    |
| 13                                                                     | Jean Alesi            | Jordan-Honda     | 1:59,128 | 13    |
| 14                                                                     | Nick Heidfeld         | Sauber-Petronas  | 1:59,302 | 14    |
| 15                                                                     | Jenson Button         | Benetton-Renault | 1:59,587 | 15    |
| 16                                                                     | Jarno Trulli          | Jordan-Honda     | 1:59,647 | 16    |
| 17                                                                     | Eddie Irvine          | Jaguar-Cosworth  | 1:59,689 | 17    |
| 18                                                                     | Luciano Burti         | Prost-Acer       | 1:59,900 | 18    |
| 107-Prozent-Zeit: 1:59,917 min (bezogen auf Bestzeit von 1:52,072 min) |                       |                  |          |       |
| DNQ                                                                    | Jos Verstappen        | Arrows-Asiatech  | 2:02,039 | 19    |
| DNQ                                                                    | Fernando Alonso       | Minardi-European | 2:02,594 | 20    |
| DNQ                                                                    | Enrique Bernoldi      | Arrows-Asiatech  | 2:03,048 | 21    |
| DNQ                                                                    | Tarso Marques         | Minardi-European | 2:04,204 | 22    |

Anmerkungen
1. 1 2 3 4  Dieser Fahrer scheiterte an der 107-Prozent-Zeit, wurde jedoch nachträglich zum Rennen zugelassen, da das Qualifying unter nassen Bedingungen stattfand.

### Rennen
| Pos. | Fahrer                | Konstrukteur     | Runden | Stopps | Zeit        | Start | Schnellste Runde |
| ---- | --------------------- | ---------------- | ------ | ------ | ----------- | ----- | ---------------- |
| 01   | Michael Schumacher    | Ferrari          | 36     | 2      | 1:08:05,002 | 03    | 1:49,758 (03.)   |
| 02   | David Coulthard       | McLaren-Mercedes | 36     | 2      | + 10,098    | 09    | 1:51,608 (31.)   |
| 03   | Giancarlo Fisichella  | Benetton-Renault | 36     | 2      | + 27,742    | 08    | 1:51,725 (10.)   |
| 04   | Mika Häkkinen         | McLaren-Mercedes | 36     | 2      | + 36,087    | 07    | 1:51,741 (09.)   |
| 05   | Rubens Barrichello    | Ferrari          | 36     | 2      | + 54,521    | 05    | 1:51,776 (20.)   |
| 06   | Jean Alesi            | Jordan-Honda     | 36     | 2      | + 59,684    | 13    | 1:51,996 (05.)   |
| 07   | Ralf Schumacher       | Williams-BMW     | 36     | 2      | + 59,986    | 02    | 1:51,058 (21.)   |
| 08   | Jacques Villeneuve    | BAR-Honda        | 36     | 2      | + 1:04,970  | 06    | 1:52,372 (11.)   |
| 09   | Heinz-Harald Frentzen | Prost-Acer       | 35     | 1      | + 1 Runde   | 04    | 1:54,051 (15.)   |
| 10   | Jos Verstappen        | Arrows-Asiatech  | 35     | 2      | + 1 Runde   | 19    | 1:54,095 (04.)   |
| 11   | Olivier Panis         | BAR-Honda        | 35     | 3      | + 1 Runde   | 11    | 1:52,533 (24.)   |
| 12   | Enrique Bernoldi      | Arrows-Asiatech  | 35     | 2      | + 1 Runde   | 21    | 1:55,196 (04.)   |
| 13   | Tarso Marques         | Minardi-European | 32     | 4      | + 4 Runden  | 22    | 1:56,484 (08.)   |
| –    | Jarno Trulli          | Jordan-Honda     | 31     | 2      | DNF         | 16    | 1:51,828 (04.)   |
| –    | Jenson Button         | Benetton-Renault | 17     | 1      | DNF         | 15    | 1:53,409 (17.)   |
| –    | Juan Pablo Montoya    | Williams-BMW     | 1      | 0      | DNF         | 01    | 2:05,821 (01.)   |
| –    | Pedro de la Rosa      | Jaguar-Cosworth  | 1      | 0      | DNF         | 10    | 3:49,381 (01.)   |
| –    | Nick Heidfeld         | Sauber-Petronas  | 0      | 0      | DNF         | 14    | –                |
| DNS  | Kimi Räikkönen        | Sauber-Petronas  | –      | –      | –           | 12    | –                |
| DNS  | Eddie Irvine          | Jaguar-Cosworth  | –      | –      | –           | 17    | –                |
| DNS  | Luciano Burti         | Prost-Acer       | –      | –      | –           | 18    | –                |
| DNS  | Fernando Alonso       | Minardi-European | –      | –      | –           | 20    | –                |

Anmerkungen
1. 1 2 3 4  Räikkönen, Irvine, Burti und Alonso konnte am Neustart nicht teilnehmen und wurden daher nicht gewertet.

## WM-Stände nach dem Rennen
Die ersten sechs des Rennens bekamen 10, 6, 4, 3, 2 bzw. 1 Punkt(e).

### Fahrerwertung
| Pos. | Fahrer                | Konstrukteur              | Punkte |
| ---- | --------------------- | ------------------------- | ------ |
| 01   | Michael Schumacher    | Ferrari                   | 104    |
| 02   | David Coulthard       | McLaren-Mercedes          | 57     |
| 03   | Rubens Barrichello    | Ferrari                   | 48     |
| 04   | Ralf Schumacher       | Williams-BMW              | 44     |
| 05   | Mika Häkkinen         | McLaren-Mercedes          | 24     |
| 06   | Juan Pablo Montoya    | Williams-BMW              | 15     |
| 07   | Jacques Villeneuve    | BAR-Honda                 | 11     |
| 08   | Nick Heidfeld         | Sauber-Petronas           | 11     |
| 09   | Kimi Räikkönen        | Sauber-Petronas           | 9      |
| 10   | Jarno Trulli          | Jordan-Honda              | 9      |
| 11   | Giancarlo Fisichella  | Benetton-Renault          | 8      |
| 12   | Heinz-Harald Frentzen | Jordan-Honda / Prost-Acer | 6      |

| Pos. | Fahrer           | Konstrukteur                 | Punkte |
| ---- | ---------------- | ---------------------------- | ------ |
| 13   | Olivier Panis    | BAR-Honda                    | 5      |
| 14   | Jean Alesi       | Prost-Acer / Jordan-Honda    | 5      |
| 15   | Eddie Irvine     | Jaguar-Cosworth              | 4      |
| 16   | Jenson Button    | Benetton-Renault             | 2      |
| 17   | Jos Verstappen   | Arrows-Asiatech              | 1      |
| 18   | Pedro de la Rosa | Jaguar-Cosworth              | 1      |
| 19   | Ricardo Zonta    | Jordan-Honda                 | 0      |
| 20   | Luciano Burti    | Jaguar-Cosworth / Prost-Acer | 0      |
| 21   | Enrique Bernoldi | Arrows-Asiatech              | 0      |
| 22   | Tarso Marques    | Minardi-European             | 0      |
| 23   | Fernando Alonso  | Minardi-European             | 0      |
| 24   | Gastón Mazzacane | Prost-Acer                   | 0      |

### Konstrukteurswertung
| Pos. | Konstrukteur     | Punkte |
| ---- | ---------------- | ------ |
| 01   | Ferrari          | 152    |
| 02   | McLaren-Mercedes | 81     |
| 03   | Williams-BMW     | 59     |
| 04   | Sauber-Petronas  | 20     |
| 05   | BAR-Honda        | 16     |
| 06   | Jordan-Honda     | 16     |

| Pos. | Konstrukteur     | Punkte |
| ---- | ---------------- | ------ |
| 07   | Benetton-Renault | 10     |
| 08   | Jaguar-Cosworth  | 5      |
| 09   | Prost-Acer       | 4      |
| 10   | Arrows-Asiatech  | 1      |
| 11   | Minardi-European | 0      |